# 中国人民解放军陆军合成第四十二旅
合成第四十二旅（英語：42nd Combined Arms Brigade），又名“南疆轻骑兵”，是中国人民解放军陆军第七十五集团军下辖的一个轻型合成旅，驻地云南省昆明市。

## 历史概述
该旅前身为1985年由陆军第十一军坦克团和陆军第十四军坦克团合编而成的陆军第十四集团军坦克旅，2017年改为现有编制，是此次军改唯一一个改成轻型合成旅的装甲旅。

## 沿革
参考资料：
| 部隊番號               | 使用時期              |
| ---------------------- | --------------------- |
| 陆军第十四集团军坦克旅 | 1985年11月-1998年11月 |
| 陆军第十四集团军装甲旅 | 1998年11月-2011年12月 |
| 装甲第十八旅           | 2011年12月-2017年2月  |
| 合成第四十二旅         | 2017年2月至今         |